# Gekijōban Dōbutsu no Mori
Gekijōban Dōbutsu no Mori (劇場版 どうぶつの森? lett. "Foresta degli Animali: il Film") è un film d'animazione giapponese del 2006 diretto da Jōji Shimura.
Basato sul videogioco Animal Crossing: Wild World pubblicato nel 2005 da Nintendo per Nintendo DS, il film è stato prodotto da Nintendo, Oriental Light and Magic, VAP e distribuito da Toho.

## Trama
La protagonista del film è una ragazza di nome Ai (あい?), trasferitasi nel Villaggio degli Animali; qui fa la conoscenza di numerose personalità già incontrate nel videogioco Animal Crossing: Wild World, tra cui Grinfia e Marianna, che diverranno le sue migliori amiche.
Gli eventi del film coprono un arco temporale di quasi un anno e terminano con le festività natalizie con un evento misterioso e inaspettato.

## Distribuzione
Gekijōban Dōbutsu no Mori è stato proiettato nelle sale cinematografiche nipponiche il 16 dicembre 2006, incassando 1,7 miliardi di yen al botteghino.

### Edizioni home video
Il DVD del film, pubblicato da Shōgakukan e distribuito da VAP, è stato messo in commercio in esclusiva per il mercato giapponese il 25 luglio 2007; in edizione limitata, le copie DVD di prima tiratura comprendevano in regalo una pochette a tema Animal Crossing.